# Melitaea tartara
Melitaea tartara är en fjärilsart som beskrevs av Krulikovski 1890. Melitaea tartara ingår i släktet Melitaea och familjen praktfjärilar. Inga underarter finns listade i Catalogue of Life.